# Nonroder Bach
Der Nonroder Bach ist ein etwa drei Kilometer langer rechter und südöstlicher Zufluss des Fischbachs in der Gemeinde Fischbachtal des hessischen Landkreises Darmstadt-Dieburg.

## Geografie

### Verlauf
Der Nonroder Bach entspringt am südlichen Rand des Ortes Nonrod, ungefähr 300 m westlich der Nonroder Höhe. Er fließt bis zur Mündung in den Fischbach in größtenteils nördlicher Richtung, zunächst durch den Ort Nonrod und mündet in Niedernhausen in den Fischbach.

### Zuflüsse
- Bach von der Jostkirche

### Flusssystem Gersprenz
- Fließgewässer im Flusssystem Gersprenz